# جو أودوم
جو أودوم (بالإنجليزية: Joe Odom)‏ هو لاعب كرة قدم أمريكية أمريكي، ولد في 14 ديسمبر 1979 في ألتون في الولايات المتحدة.

## وصلات خارجية
- جو أودوم على موقع مرجع كرة القدم المحترفة.كوم (الإنجليزية)